# Précipice à bisons Head-Smashed-In
Le site du précipice à bisons Head-Smashed-In (Head-Smashed-In Buffalo Jump ; littéralement « Tête fracassée »), situé à 18 km au nord-ouest de Fort Macleod (Alberta, Canada) sur la route 785, là où les contreforts des Montagnes Rocheuses commencent à s'élever au-dessus de la Prairie, est inscrit sur la liste du patrimoine mondial de l'UNESCO. Il constitue un véritable musée en plein air de la culture amérindienne.

## Histoire
Le précipice à bisons a été utilisé pendant plus de 5 500 ans par les populations aborigènes des plaines pour la chasse aux bisons, en les amenant à se jeter du haut de la falaise dans la vallée qu'elle surplombe. La falaise elle-même mesure environ 300 mètres de long, et s'élève à une hauteur de 10 à 18 mètres au-dessus de la vallée.
Pour parvenir à leurs fins, les Pieds-Noirs obligeaient les bisons à quitter leur aire de pâturage dans les monts Porcupine, à environ 3 km à l'ouest du site, et les canalisaient, grâce à des feux ou à des couvertures agitées, entre des alignements de centaines de monticules de pierres, vers le précipice dans lequel ils tombaient. Après la chute des bisons dans le précipice, ceux-ci étaient tués et débités sur place, puis leurs dépouilles étaient traitées dans un campement à proximité. Les dépôts d'ossements et d'outils de pierre se sont accumulés au cours des siècles au pied de la falaise jusqu'à plus de 10 m d'épaisseur.
En langue pied-noir, le site est appelé Estipah-skikikini-kots. Selon la légende, un jeune Pied-Noir qui voulait regarder d'en dessous les bisons se jeter du haut de l'escarpement, se retrouva enfoui sous les cadavres de bisons. On le retrouva mort sous un tas de carcasses qui lui avaient fracassé la tête.
Le précipice de Head-Smashed-In a été abandonné au XIXe siècle après les contacts avec les Européens. Le site a été reconnu par les Européens dans les années 1880, et fouillé par l'American Museum of Natural History en 1938. Il a été désigné comme lieu historique national du Canada en 1968, site historique provincial en 1979, et site du Patrimoine Mondial en 1981 en tant que témoignage de la vie préhistorique et des coutumes des peuples aborigènes.

## Centre d'interprétation et musée
Le Centre d'interprétation de Head-Smashed-In a été construit dans l'ancienne falaise de grès, pour s'intégrer parfaitement au site. Il présente sur cinq niveaux l'écologie, la mythologie, le mode de vie et la technologie des Pieds-Noirs grâce aux découvertes archéologiques effectuées, à la fois selon les points de vue des peuples aborigènes et de la science archéologique européenne. 
Le centre offre aussi des expositions et des ateliers concernant les diverses facettes de la vie des populations autochtones, comme la fabrication des mocassins ou des tambours. Chaque année, il abrite de nombreux évènements et festivals autochtones reconnus internationalement pour leur couleur, leur énergie et leur authenticité [réf. souhaitée].